# Нестаничи
Нестаничи (укр. Нестаничі) — село в Радеховской городской общине Шептицкого района Львовской области Украины.
Население по переписи 2001 года составляло 556 человек. Занимает площадь 1,777 км². Почтовый индекс — 80252. Телефонный код — 3255.

## Известные уроженцы
- Шашкевич, Владимир Маркианович (1839—1885) — украинский писатель.